# Plesiopithecus
Plesiopithecidae
Famille
Genre
Espèce
Plesiopithecus est un genre éteint de Primates strepsirrhiniens, qui vivait à la fin de l'Éocène dans la région du Fayoum, en Égypte. C'est le seul genre de la famille éteinte des Plesiopithecidae.

## Étymologie
Le nom du genre Plesiopithecus vient du grec ancien πλησιος, plêsios, « proche de », et πίθηκος, píthēkos, « singe ».

## Historique
Les premiers fossiles de Plesiopithecus ont été découverts en 1992 dans la dépression du Fayoum, en Égypte, sur le site L-41, à la base de la formation de Djebel Qatrani, datée de la fin de l'Éocène, c'est-à-dire vers 35 millions d'années. Sur la base d'une demi-mandibule fragmentaire, les découvreurs l'avaient classé en 1992 comme un singe catarrhinien. En 1994 fut découvert sur le même site et par la même équipe un crâne fossile assez complet qui permit de réviser complètement la classification de ce genre et de le réattribuer aux Strepsirrhiniens (sous-ordre incluant les Lémuriens et les Loris).

## Description
Plesiopithecus est un primate de taille moyenne, avec de grandes orbites oculaires, un museau haut, et un crâne klinorhynque (présentant un angle marqué entre le palais et la base du crâne). Ses grandes orbites montrent qu'il était nocturne, et ses dents suggèrent qu'il perçait des trous dans le bois des arbres à la recherche d'insectes tendres, à la manière de l'Aye-aye moderne.

## Espèce
Ce genre ne compte qu'une seule espèce :
- Plesiopithecus teras Simons, 1992[3]

## Classification
Nouvelle famille : Plesiopithecidae Simons (d) & Rasmussen (d), 1994
Plesiopithecus serait un Strepsirrhinien basal, mais le plus proche du groupe-couronne des Strepsirrhiniens parmi tous les genres basaux connus. Il a aussi été proposé comme une possible forme ancestrale appartenant à l'infra-ordre des Chiromyiformes.
Phylogénie des infra-ordres actuels de primates, d'après Perelman et al. (2011) :
|  | Simiiformes (singes)    |
|  |                         |
|  | Tarsiiformes (tarsiers) |
|  |                         |

|  | Lorisiformes (loris, galagos…)                                                          |
|  |                                                                                         |
|  | \| \| Chiromyiformes (l'aye-aye) \| \| \| \| \| \| Lemuriformes (lémuriens) \| \| \| \| |
|  |                                                                                         |
|  | Chiromyiformes (l'aye-aye)                                                              |
|  |                                                                                         |
|  | Lemuriformes (lémuriens)                                                                |
|  |                                                                                         |

|  | Chiromyiformes (l'aye-aye) |
|  |                            |
|  | Lemuriformes (lémuriens)   |
|  |                            |

|  | Simiiformes (singes)    |
|  |                         |
|  | Tarsiiformes (tarsiers) |
|  |                         |

|  | Lorisiformes (loris, galagos…)                                                          |
|  |                                                                                         |
|  | \| \| Chiromyiformes (l'aye-aye) \| \| \| \| \| \| Lemuriformes (lémuriens) \| \| \| \| |
|  |                                                                                         |
|  | Chiromyiformes (l'aye-aye)                                                              |
|  |                                                                                         |
|  | Lemuriformes (lémuriens)                                                                |
|  |                                                                                         |

|  | Chiromyiformes (l'aye-aye) |
|  |                            |
|  | Lemuriformes (lémuriens)   |
|  |                            |

## Publication originale
- (en) Elwyn L. Simons, « Diversity in the early tertiary anthropoidean radiation in Africa », Proceedings of the National Academy of Sciences, Washington et États-Unis, NAS, vol. 89, no 22,‎ 1er novembre 1992, p. 10743-10747 (ISSN 0027-8424 et 1091-6490, OCLC 43473694 et 1607201, PMID 1438271, PMCID 50418, DOI 10.1073/PNAS.89.22.10743, lire en ligne).